# Миз (обращение)
Миз (англ. Ms [брит.], Ms. [амер.] [ˈmɪz], [mɨz], [ˈməz], [ˈməs]) — «госпожа…»; нейтральное обращение к женщине в англоязычных странах. Ставится перед фамилией женщины, как замужней, так и незамужней — в том случае, если её семейное положение неизвестно или она сознательно подчёркивает своё равноправие с мужчиной. Появилось в 1950-х годах; вошло в употребление с 1970-х годов по инициативе феминистского движения.

## Использование
По утверждению The American Heritage Book of English Usage, «использование Ms. избавляет от необходимости угадывания, является адресат Mrs. или Miss: используя Ms., ошибиться невозможно. Независимо от того, является ли женщина-адресат замужней или нет, сменила она фамилию или нет, использование Ms. всегда корректно». The Times заявляет в своём руководстве по стилю: «На сегодняшний день Ms полностью приемлемо, если женщина хочет так называться или если точно неизвестно, Mrs. она или Miss». The Guardian, использующая титулы исключительно в статьях-передовицах, заявляет в своём руководстве по стилю: «Используйте Ms для женщин… если только они не выразили желание в использовании Miss или Mrs».
В бизнесе Ms. — стандартное обращение к женщине, пока или если она не назовёт другое предпочтительное обращение. За стандартное использование Ms. также выступают авторы книг о правилах этикета, в том числе Джудит Мартин (также известная как «Мисс Манеры»).